# Club Sportivo Limpeño
El Club Sportivo Limpeño es un club de fútbol de Paraguay de la ciudad de Limpio en el Departamento Central. Fue fundado el 16 de julio de 1914. Milita en la Tercera División del fútbol paraguayo y en la temporada 2018 logró el subcampeonato y el ascenso, por lo que desde el 2019 compite en la Tercera División. 
Siendo ya un club centenario, recién desde el año 2013 compite en las divisiones de la Asociación Paraguaya de Fútbol, anteriormente competía y era multicampeón de la Liga Limpeña de Fútbol afiliado a la U.F.I. Actúa de local en el estadio Optaciano Gómez.

## Historia

### La época en la liga regional
Fundado el 16 de julio de 1914, inicialmente con el nombre Club Paso Ñandejara, para unos años después cambiar al nombre actual Sportivo Limpeño. Club fundador y afiliado en el año 1952 de la Liga Limpeña de Fútbol, en la cual lograría varias veces el título de campeón.

### Accede a las competencias de la APF
En el año 2012 se desafilió de la Liga Limpeña de Fútbol y solicitó su afiliación a la Asociación Paraguaya de Fútbol, para participar de la última categoría de esa entidad la Cuarta División, fue aceptado y participó por primera vez en el campeonato del año 2013.
En su primer año en la Primera División C no solo obtuvo el ascenso a la Primera B (Tercera División), sino también se consagró campeón.
En la temporada 2014 en su debut en la Primera B realizó una buena campaña y llegó al cuarto puesto de la tabla de posiciones.
En la temporada 2015 de la Primera División B terminó en el 7º puesto de la tabla de posiciones.
En la temporada 2016 de la Primera División B terminó en el 3º puesto de la tabla de posiciones, llegando así a su mejor puesto en los campeonatos de esta división hasta el momento.
En la temporada 2018 logró el subcampeonato y el ascenso, por lo que desde la próxima temporada competirá en la Primera División B (tercera división).

## Uniforme
- Uniforme titular: Camiseta roja y blanca a rayas verticales con mangas azules, pantalón y medias azules.

## Estadio
El estadio del club lleva el nombre de Optaciano Gómez en honor a un antiguo presidente del club, el escenario también es conocido popularmente como El matadero. Ubicado al norte del centro de la ciudad de Limpio, el predio fue acondicionado para campo de deportes en el año 2005, para el año 2013 se construyó las graderías para cumplir con las condiciones de ingreso a las competencias de la Asociación Paraguaya de Fútbol. Las graderías tienen una capacidad aproximada de 1800 espectadores.

## Datos del club
- Temporadas en Tercera División: 5 (2014, 2015, 2016, 2017, 2019).
- Temporadas en Cuarta División: 2 (2013, 2018).

## Palmarés

### Torneos nacionales
- Cuarta División (1): 2013.
  - Subcampeón (1): 2018.

### Torneos regionales
- Campeón de la Liga Limpeña de Fútbol.
- Campeón Invicto 1971

## Fútbol Femenino
El Sportivo Limpeño femenino participa en la Primera División del Campeonato Paraguayo de Fútbol Femenino desde la temporada 2009. Ha ganado el título de campeón de la máxima categoría en los años 2015 y 2016. 
En su primera participación en la Copa Libertadores Femenina 2016, gana su grupo accediendo a la semifinal del certamen y luego logrando el título de campeón en forma invicta tras ganar la final al club venezolano Estudiantes de Guárico por el marcador de 2 a 1, con goles de Liz Peña y Damia Cortaza. El equipo campeón estuvo conformado por Kimika Forbes, Laurie Cristaldo, Stephanie Lacoste, Carmen Benítez, Damia Cortaza, Joana Galeano, Rosa Aquino, Liz Peña, Jessica Martínez, Griselda Garay y Marta Agüero, también ingresaron Liza Larrea y Dulce Quintana, bajo la dirección técnica de Rubén Subeldía.

### Palmarés

#### Torneos nacionales
- Primera División (2): 2015 y 2016.
  - Subcampeón (1): 2014.

#### Torneos cortos
- Primera División (3): Apertura 2014, Apertura 2015 y Clausura 2016.

#### Torneos internacionales
- Copa Libertadores Femenina (1): 2016.